# 백번의 걸음
백번의 걸음(I Cento Passi, The Hundred Steps)은 이탈리아에서 제작된 마르코 튤리오 지오르데이너 감독의 2000년 범죄, 드라마 영화이다. 루이지 로 카시오 등이 주연으로 출연하였고 파브리지오 모스카 등이 제작에 참여하였다.

## 출연

### 주연
- 루이지 로 카시오
- 루이지 마리아 부루아노
- 루시아 사도

### 조연
- 파올로 브리구그리아
- 토니 스페란데오
- 앤드리아 티도나
- 클라우디오 자이어
- 안토니노 브루쉐타

## 제작진
- 미술: 프랑코 세라올로
- 의상: 엘리자베터 몬탈도